# Thomas Allofs
Thomas Allofs, född 17 november 1959 i Düsseldorf i Västtyskland, är en tysk före detta professionell fotbollsspelare (anfallare).
Allofs slog igenom i Fortuna Düsseldorf i slutet av 1970-talet och spelade i Bundesliga även för Kaiserslautern och FC Köln. Han gjorde 2 A-landskamper för Västtyskland. 
Bror till Klaus Allofs.

## Klubbar
- 1. FC Köln
- 1. FC Kaiserslautern
- Fortuna Düsseldorf
- RC Strasbourg